# Parrocchie della diocesi di Pavia

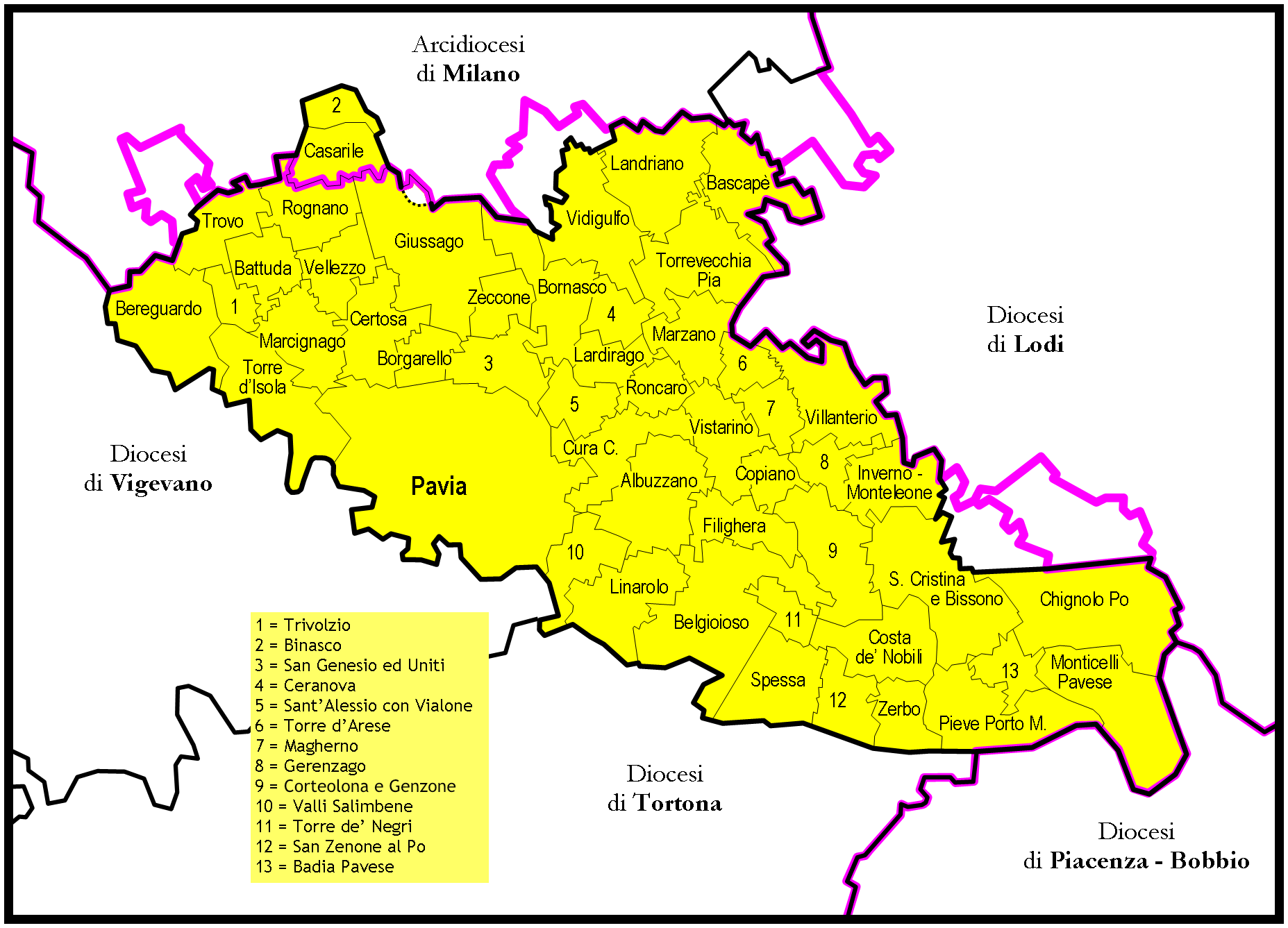
Il territorio della diocesi

Le parrocchie della diocesi di Pavia sono 99, delle quali 97 nella provincia di Pavia e 2 (le parrocchie di Binasco e Casarile) nella città metropolitana di Milano. Le 99 parrocchie sono servite da 113 sacerdoti secolari, 27 sacerdoti regolari e 5 diaconi permanenti.

## Vicariati
La diocesi è organizzata in 4 vicariati.

### Vicariato Idella Città

#### Zona Centro
| Parrocchia                | Titolare                                   | Comune | Frazione/Quartiere                                                                                      | N° di abitanti | Web |
| ------------------------- | ------------------------------------------ | ------ | --- | -------------- | --- |
| Cattedrale                | Santi Stefano Protomartire e Maria Assunta | Pavia  | centro storico                                                                                          | 645            |     |
| San Francesco d'Assisi    | San Francesco d'Assisi, religioso          | Pavia  | centro storico e Borgo Calvenzano                                                                       | 2.890          |     |
| Santi Gervasio e Protasio | Santi Gervasio e Protasio, martiri         | Pavia  | centro storico                                                                                          | 2.139          |     |
| Santa Maria in Betlem     | Natività della Beata Vergine Maria         | Pavia  | Borgo Ticino, Cascina Acquanegra, Cascina Busca, Cascina Chiavica, Cascina Trinchera e Cascina Vignazza | 3.842          |     |
| Santa Maria del Carmine   | Annunciazione della Beata Vergine Maria    | Pavia  | centro storico                                                                                          | 2.467          |     |
| San Michele Maggiore      | San Michele Arcangelo                      | Pavia  | centro storico                                                                                          | 3.303          |     |
| Santi Primo e Feliciano   | Santi Primo e Feliciano, martiri           | Pavia  | centro storico                                                                                          | 2.139          |     |
| San Teodoro               | San Teodoro di Pavia, vescovo              | Pavia  | centro storico                                                                                          | 2.940          |     |

#### Zona Est
| Parrocchia               | Titolare                                    | Comune | Frazione/Quartiere | N° di abitanti | Web |
| ------------------------ | ------------------------------------------- | ------ | --- | -------------- | --- |
| Sant'Alessandro Sauli    | Sant'Alessandro Sauli, vescovo              | Pavia  | Cassinetto, Crosione, Vallone, Torretta e Cascina Rosio                                                                                                   | 7.686          |     |
| San Carlo Borromeo       | San Carlo Borromeo, arcivescovo e cardinale | Pavia  | Montebolone, Cascina Astolfa, Cascina Belotti, Cascina Bosconocca, Cascina Colombi, Cascina Francana, Cascina Madonnina, Cascina Scagliona e Cascina Vela | 2.643          |     |
| San Luigi Orione         | San Luigi Orione, presbitero                | Pavia  | Fornetto, Rione Maestà, Cà della Terra, Cà dei Bai, Cà dei Levrieri, Cà dei Ratti e Torre del Gallo                                                       | 4.690          |     |
| Santa Maria delle Grazie | Beata Vergine Maria delle Grazie            | Pavia  | Santa Teresa, San Giovannino e Cascina Dossino Spizzi | 3.007          |     |
| San Pietro in Verzolo    | San Pietro apostolo                         | Pavia  | San Pietro in Verzolo, San Lazzaro, Cascina Bellaria, Cascina Scola, Villa Eleonora, Villa Flavia e Villa Serafina                                        | 3.767          |     |
| Spirito Santo            | Spirito Santo                               | Pavia  | Santo Spirito e Cascina Spelta | 4.736          |     |
| Fossarmato               | San Giorgio, martire                        | Pavia  | Fossarmato, Trovamala, Cascina Bombiumazzo, Cascina Commenda, Cascina Marzana, Cascina Morona e Cascina Pelizzera                                         | 585            |     |

#### Zona Nord
| Parrocchia              | Titolare                                 | Comune | Frazione/Quartiere                                     | N° di abitanti | Web |
| ----------------------- | ---------------------------------------- | ------ | ------------------------------------------------------ | -------------- | --- |
| Santissimo Crocifisso   | Esaltazione della Santa Croce            | Pavia  | Città Giardino, Cascina de’ Canonici e Cascina Livello | 3.025          |     |
| Sacra Famiglia          | Santa Famiglia di Gesù, Maria e Giuseppe | Pavia  | Città Giardino                                         | 6.187          |     |
| Mirabello               | Beata Vergine Maria Assunta              | Pavia  | Mirabello, Montemaino e Cascina Colombara              | 2.493          |     |
| Santa Maria della Scala | Beata Vergine Maria Immacolata           | Pavia  | Rione Scala e Cascina Corso                            | 1.402          |     |

#### Zona Ovest
| Parrocchia                | Titolare                                      | Comune | Frazione/Quartiere | N° di abitanti | Web |
| ------------------------- | --------------------------------------------- | ------ | --- | -------------- | --- |
| San Lanfranco             | San Lanfranco Beccari, vescovo                | Pavia  | San Lanfranco, Ca' della Paglia, Chiozzo, Sora, Cascina Campo Madonnina, Cascina Colombarone Malaspina, Cascina Giulia, Cascina Molinazzo, Cascina Pelizza, Cascina Torchietto e Cascina Vignate | 4.803          |     |
| Santa Maria di Caravaggio | Beata Vergine Maria di Caravaggio             | Pavia  | Ponte di Pietra, Cravino, Gramegna, Cascina Campeggi e Cascina Travaccone | 4.000          |     |
| Santissimo Salvatore      | Trasfigurazione di Nostro Signore Gesù Cristo | Pavia  | Ponte di Pietra e Ticinello | 4.785          |     |

### Vicariato IIdi Belgioioso
| Parrocchia                              | Titolare                                                 | Comune                     | Frazione/Quartiere                                                             | N° di abitanti | Web |
| --------------------------------------- | -------------------------------------------------------- | -------------------------- | ------------------------------------------------------------------------------ | -------------- | --- |
| Chignolo Po                             | San Lorenzo, diacono e martire                           | Chignolo Po                | centro                                                                         | 2.490          |     |
| Alberone                                | Sant'Antonio abate                                       | Chignolo Po                | Alberone e Gabbiane                                                            | 403            |     |
| Albuzzano                               | Assunzione della Beata Maria Vergine                     | Albuzzano                  | centro, Alperolo e Torre d’Astari                                              | 2.573          |     |
| Badia Pavese                            | San Giovanni Battista                                    | Badia Pavese               | centro                                                                         | 402            |     |
| Barona                                  | Santi Pietro e Paolo, apostoli                           | Albuzzano                  | Barona e Cascina de’ Mensi                                                     | 514            |     |
| Belgioioso                              | San Michele Arcangelo                                    | Belgioioso                 | centro, San Giacomo della Cerreta e Santa Margherita                           | 6.398          |     |
| Bissone                                 | San Bartolomeo apostolo                                  | Santa Cristina e Bissone   | Bissone                                                                        | 175            |     |
| Casoni                                  | San Rocco, confessore                                    | Pieve Porto Morone         | Casoni                                                                         | 402            |     |
| Copiano                                 | Santa Croce e Conversione di San Paolo                   | Copiano                    | centro, Buttirago e Cascina Colombina                                          | 1.778          |     |
| Corteolona                              | Santo Stefano Protomartire                               | Corteolona e Genzone       | Corteolona                                                                     | 2.226          |     |
| Costa de' Nobili                        | Santa Maria Assunta                                      | Costa de' Nobili           | centro                                                                         | 358            |     |
| Filighera                               | Santi Giuseppe e Ambrogio                                | Filighera                  | centro e Montesano                                                             | 851            |     |
| Genzone                                 | Santa Maria della Neve                                   | Corteolona e Genzone       | Genzone                                                                        | 361            |     |
| Gerenzago                               | Santa Pudenziana di Roma, vergine e martire              | Gerenzago                  | centro                                                                         | 1.443          |     |
| Inverno                                 | San Giovanni Battista                                    | Inverno e Monteleone       | Inverno e Cascine San Giuseppe                                                 | 803            |     |
| Lambrinia                               | Sant'Antonio di Padova, religioso e dottore della Chiesa | Chignolo Po                | Lambrinia                                                                      | 1.111          |     |
| Linarolo                                | Sant'Antonio abate                                       | Linarolo                   | centro, Ospedaletto, Cascina Paltinera e Casa Lamino                           | 2.074          |     |
| Monteleone                              | Santa Maria della Neve                                   | Inverno e Monteleone       | Monteleone e Cascina Favorita                                                  | 634            |     |
| Monticelli Pavese                       | Santa Croce                                              | Monticelli Pavese          | centro                                                                         | 694            |     |
| Pieve Porto Morone                      | San Vittore il Moro, martire                             | Pieve Porto Morone         | centro                                                                         | 2.404          |     |
| Santa Cristina                          | Santa Cristina di Bolsena, vergine e martire             | Santa Cristina e Bissone   | Santa Cristina                                                                 | 1.909          |     |
| San Leonardo                            | San Leonardo di Noblac, abate                            | Linarolo e Valle Salimbene | San Leonardo, Valle Salimbene, Motta San Damiano, Vaccarizza e Cascina Taccona | 2.270          |     |
| San Zenone al Po                        | San Bartolomeo apostolo                                  | San Zenone al Po           | centro                                                                         | 641            |     |
| Spessa                                  | Sant'Agostino d'Ippona, vescovo e dottore della Chiesa   | Spessa                     | centro                                                                         | 605            |     |
| Torre de' Negri                         | Sant'Antonio abate                                       | Torre de' Negri            | centro                                                                         | 335            |     |
| Vigalfo                                 | San Germano d'Auxerre, vescovo                           | Albuzzano                  | Vigalfo                                                                        | 520            |     |
| Villanterio - Santi Giorgio e Silvestro | Santi Giorgio e Silvestro I                              | Villanterio                | centro, Monte e Bolognola                                                      | 2.844          |     |
| Villanterio - Santa Maria in Commenda   | Santa Maria Assunta                                      | Villanterio                | Commenda                                                                       | 432            |     |
| Zerbo                                   | San Pietro apostolo                                      | Zerbo                      | centro                                                                         | 448            |     |

### Vicariato IIIdi Vidigulfo
| Parrocchia       | Titolare                                               | Comune                   | Frazione/Quartiere                    | N° di abitanti | Web |
| ---------------- | ------------------------------------------------------ | ------------------------ | ------------------------------------- | -------------- | --- |
| Vidigulfo        | Natività di Maria Vergine e San Siro di Pavia          | Vidigulfo                | centro, Cavagnera, Mandrino e Vairano | 6.283          |     |
| Bascapè          | San Michele Arcangelo                                  | Bascapè                  | centro, Trognano, Casadeo e Beccalzù  | 1.629          |     |
| Bornasco         | Beata Vergine Assunta                                  | Bornasco                 | centro e Settimo e San Rocco          | 1.680          |     |
| Calignano        | San Giorgio, martire                                   | Cura Carpignano          | Calignano                             | 575            |     |
| Castel Lambro    | Santo Stefano Protomartire                             | Marzano                  | Castel Lambro                         | 225            |     |
| Ceranova         | Santi Vito e Modesto, martiri                          | Ceranova                 | centro                                | 1.799          |     |
| Cura Carpignano  | Natività di Maria Vergine                              | Cura Carpignano          | centro e Vimanone                     | 3.581          |     |
| Gualdrasco       | Sant'Ambrogio ad Nemus                                 | Bornasco                 | Gualdrasco                            | 900            |     |
| Landriano        | San Vittore, martire                                   | Landriano                | centro                                | 5.465          |     |
| Lardirago        | Santissimo Corpo di Gesù Cristo e San Zenone di Verona | Lardirago e Gioiello     | centro                                | 1.246          |     |
| Magherno         | San Zenone di Verona, vescovo                          | Magherno                 | centro                                | 1.728          |     |
| Marzano          | San Michele Arcangelo                                  | Marzano                  | centro                                | 956            |     |
| Pairana          | Purificazione di Maria Vergine                         | Landriano                | Pairana                               | 890            |     |
| Prado            | San Giovanni Battista                                  | Cura Carpignano          | Prado                                 | 564            |     |
| Roncaro          | San Michele Arcangelo                                  | Roncaro                  | centro                                | 1.513          |     |
| Sant'Alessio     | Sant’Alessio di Roma, confessore                       | Sant'Alessio con Vialone | Sant'Alessio, Due Porte e Vialone     | 930            |     |
| Spirago          | Santa Maria Assunta                                    | Marzano                  | Spirago e Gattinara                   | 514            |     |
| Torre d'Arese    | San Martino di Tours, vescovo                          | Torre d'Arese            | centro                                | 981            |     |
| Torrevecchia Pia | Natività di Maria Vergine                              | Torrevecchia Pia         | centro                                | 1.579          |     |
| Vigonzone        | Santi Astanzio e Antoniano di Vigonzone, martiri       | Torrevecchia Pia         | Vigonzone                             | 1.006          |     |
| Vistarino        | San Sisto II, papa e martire                           | Vistarino                | centro                                | 1.414          |     |
| Vivente          | San Martino di Tours, vescovo                          | Vistarino                | Vivente                               | 166            |     |
| Zibido al Lambro | Santi Pietro e Paolo, apostoli                         | Torrevecchia Pia         | Zibido al Lambro e Cassina Bianca     | 835            |     |

### Vicariato IVdi Binasco
| Parrocchia        | Titolare                                       | Comune               | Frazione/Quartiere                                              | N° di abitanti | Web                                                 |
| ----------------- | ---------------------------------------------- | -------------------- | --------------------------------------------------------------- | -------------- | --------------------------------------------------- |
| Binasco           | Santi Giovanni Battista e Stefano Protomartire | Binasco              | centro e Cicognola                                              | 7.296          |                                                     |
| Baselica Bologna  | Sant'Ambrogio ad Nemus                         | Giussago             | Baselica Bologna                                                | 380            |                                                     |
| Battuda           | Natività di Maria Vergine                      | Battuda              | centro e Torrino                                                | 662            |                                                     |
| Bereguardo        | Sant'Antonio abate                             | Bereguardo           | centro e Cascina Moriano                                        | 2.776          |                                                     |
| Borgarello        | San Martino di Tours, vescovo                  | Borgarello           | centro                                                          | 2.700          | Archiviato il 12 aprile 2018 in Internet Archive.   |
| Carpignago        | San Giovanni Battista                          | Giussago             | Carpignago                                                      | 896            |                                                     |
| Casarile          | San Biagio di Sebaste, vescovo e martire       | Casarile             | centro e San Rocco                                              | 4.075          |                                                     |
| Cascine Calderari | San Rocco, confessore                          | Certosa di Pavia     | Cascine Calderari                                               | 735            |                                                     |
| Giovenzano        | Santi Gervasio e Protasio, martiri             | Vellezzo Bellini     | Giovenzano e Nivolto                                            | 1.594          |                                                     |
| Giussago          | Natività di Maria Vergine                      | Giussago             | centro                                                          | 1.966          |                                                     |
| Guinzano          | Santa Pelagia di Antiochia, penitente          | Giussago             | Guinzano                                                        | 1.382          |                                                     |
| Marcignago        | Sant'Agata, vergine e martire                  | Marcignago           | centro, Divisa e Cascina Brusada                                | 2.479          |                                                     |
| Rognano           | Santi Giacomo e Cristoforo, martiri            | Rognano              | centro, Villarasca e Soncino                                    | 646            |                                                     |
| Samperone         | San Brizio di Tours, vescovo                   | Certosa di Pavia     | Samperone                                                       | 281            |                                                     |
| San Genesio       | San Genesio di Roma, martire                   | San Genesio ed Uniti | San Genesio e Comairano                                         | 3.838          |                                                     |
| Torre del Mangano | San Michele Arcangelo                          | Certosa di Pavia     | Torre del Mangano                                               | 3.303          |                                                     |
| Torre d'Isola     | Santa Maria della Neve                         | Torre d'Isola        | centro, Boschetto, Casottole, Massaua, Santa Sofia e San Varese | 2.415          | Archiviato il 31 dicembre 2018 in Internet Archive. |
| Torriano          | Sant'Apollinare di Ravenna, vescovo e martire  | Certosa di Pavia     | Torriano e Cascina Fiamberta                                    | 940            |                                                     |
| Trivolzio         | Santi Cornelio e Cipriano martiri              | Trivolzio            | centro e Torradello                                             | 2.134          |                                                     |
| Trovo             | Santi Biagio, Giacomo e Filippo, martiri       | Trovo                | centro, Papiago, Cascina Pallavicina e Cascina San Pietro       | 1.039          |                                                     |
| Turago Bordone    | San Giorgio, martire                           | Giussago             | Turago Bordone                                                  | 655            |                                                     |
| Vellezzo Bellini  | Santi Bartolomeo e Nicolò                      | Vellezzo Bellini     | centro e Rebecchino                                             | 1.575          |                                                     |
| Villareggio       | San Giovanni Battista                          | Zeccone              | Villareggio                                                     | 127            |                                                     |
| Zeccone           | San Rocco, confessore                          | Zeccone              | centro                                                          | 1.600          |                                                     |
| Zelata            | Beata Vergine del Carmelo e San Giuseppe       | Bereguardo           | Zelata, Cascina Morona e Cascina Tapella                        | 250            |                                                     |